# Crime Life: Gang Wars
Crime Life: Gang Wars es un videojuego publicado por Konami para PC, PlayStation 2 y Xbox.
El juego es una simulación ficcional de las guerras de bandas en el que se pueden realizar feroces batallas en las calles que incluyen muchos miembros de distintas bandas. No se pueden conducir vehículos, ni saltar, ni nadar como en otros juegos de este estilo. El juego posee lenguaje adulto y extrema violencia.

## Argumento
El protagonista es Tre quien es miembro de los Outlawz que alguna vez habían sido los dueños de Grand Central pero fueron derrocados por los Headhunterz.
La misión de Tre es retornarles a los Outlawz su antigua gloria. Escalando entre los distintos rangos hasta convertirse en el líder de la banda por medio de diversas misiones.
Luego de descubrir que Big Dog (el líder de los Outlawz) está planeando abandonarlos para formar parte de los Headhunterz, Tre lo mata y se convierte en el jefe de la banda. La historia termina cuando Tre elimina a cada miembro de los Headhunterz hasta llegar a Justiss con el cual al parecer se matan mutuamente porque Justiss, quien estaba agonizando por la paliza que le dio Tre, saca una pistola y le dispara a Tre en el pecho 5 balas aunque éste resiste y mata a Justiss quitándole el arma culminando con una frase:
"Este es el trato: los Owtlaws toman Grand Central y tu, puedes recibir 1 tiro en la cabeza." 
Tre cae al suelo pero cuando los SWAT llegan al lugar el cuerpo de Tre ha desaparecido, lo que hace pensar 2 cosas: que Furious despertó y se llevó el cadáver o que ambos huyeron de No Man's Land y fueron a su base en The Hood. El final es incierto.
En el juego podremos seguir la línea argumentativa y también, como el popular Grand Theft Auto, podremos ir libremente peleando con otras bandas, robando tiendas o participando en lucha libre con Conchita aunque al ganar el juego esto no será posible.
Se repetirá continuamente la última misión si la ganamos o no, y así sucesivamente impidiendo al jugador poder disfrutar el juego pese a haberlo ganado. La única forma de continuar es comenzando una nueva historia, perdiendo todo lo conseguido por el jugador a excepción de los logros (bonus, músicas, imágenes, etc).

### Armas
Las armas incluyen bates de béisbol, palos de pool, navajas, machetes, maderas, tubos de cañería, cócteles molotov, pistolas, uzis, escopetas

### Escenario y ambientación
El Juego toma lugar en Grand Central City, una ciudad ficcional que está dividida en "El Hood", "Gangland", "Smuggler's Point", "Grand Central", "Blingsley Hills" y "No Man's Land". Las ciudades son pequeñas pero es útil para poder ubicar a los miembros de tu banda. A su vez estas ciudades están separadas por barrios como por ejemplo: "el puente","base Outlawz", etc

## Bandas

### Outlawz
Esta banda alguna vez fue la más poderosa de Grand Central City hasta la feroz guerra de bandas en No Man's Land contra los Headhunterz. En esta guerra los Outlawz fueron derrotados y tuvieron que mudarse al Hood ya que No Man's Land quedó completamente destruido. A partir de eso los Outlawz fueron superados por los Headhunterz pero a pesar de esto la banda recupera su poder gracias a Tre que acaba con Justiss y su banda.
Los principales colores que los caracterizan son el rojo y el amarillo.
Sus principales miembros son:
- Big Dog: Jefe de la banda al que Tre llega a eliminar.
- Diésel: La mano derecha de Big Dog.
- Furious: Hombre corpulento con el que los aspirantes a Outlawz deben pelear.
- Korrupt: Antiguo convicto que logró huir de la cárcel.
- Ronnie: Huérfano cuya familia fue asesinada por los Headhunterz.
- Darryl: Primo de Tre, que lo inicia en los Outlawz.
- Tre: Protagonista del juego. Más tarde se convierte en jefe de los Outlawz y elimina a los Headhunterz.

también en LINK ay más información. Su nombre completo es Trevor Ounglang.

### Headhunterz
Esta banda es la más poderosa en Grand Central City hasta que Tre los elimina. Controlan grandes cantidades de territorios y odian profundamente a los Outlawz.
Son traficantes de crack y sus colores principales son el azul y el celeste.
Los principales miembros son:
- Justiss: Jefe de la banda aparentemente intocable.
- Junior: Asesino de cabecera de Justiss. Posee un fusil automático SPAS 13.22.
- 10 Secondz: Fue amigo de Justiss en la infancia.
- Code E: Conoce el mundo del hampa y maneja todo desde su base.
- Dayz: Es el hombre sobre el terreno de Code E. Es un hombre muy violento.
- Mechanix: Aunque nació en Grand Central su familia es de Kingston con lo cual se afianza la alianza entre los KYC y su banda.

### KYC
Esta banda es de origen jamaiquino y se caracterizan por poseer grandes cantidades de armas de fuego muy útiles y por llevarse bien con los Headhunterz con los cuales comercian. Tienen Grand Central en su poder y también Smuggler's Point.
Sus colores son verde amarillo y rojo.
Errol D es su jefe y Special B su mano derecha.

### Mahones
Esta banda es de origen irlandés y es un grupo reducido. Son enemigos de los Outlawz ya que Big Dog los traicionó pero luego de que Tre lo asesina, el jefe de los Mahones, Mal, hace las paces con los Outlawz , les proporciona armas y les ayuda aniquilando a los Headhunterz cuando los Outlawz invaden la Base Headhunter y cuando ellos invaden el Hood. Mal se destaca por poseer una resistencia sobrehumana espectacular.

## Campeonatos de Lucha
Los Campeonatos de Lucha son enfrentamientos de los Outlawz contra otras bandas en un ring y Conchita es el árbitro. Primero Tre pelea con 2 miembros de la banda enemiga y luego pelea con un miembro importante de la otra banda salvo una excepción en el Campeonato de Lucha 4. Se pueden realizar apuestas y ganar mucho dinero.
- Campeonato de Lucha 1: Tre se enfrenta a los Headhunterz. Primero pelea con un Headhunter de bajo rango y luego con otro. En el tercer encuentro se enfrenta con Code E, el primer jefe Headhunter que aparece en el juego.
- Campeonato de Lucha 2: Tre se enfrenta a los KYC. Primero pelea con un KYC de rango medianamente alto y luego con otro. En el tercer encuentro pelea con Errol D, el jefe de los KYC.
- Campeonato de Lucha 3: Tre se enfrenta a los Mahones. Primero pelea con un Mahone y luego con otro. En el tercer encuentro pelea con Mal, el jefe de los Mahones.(Al cual es casi imposible de ganar)
- Campeonato de Lucha 4: Tre se enfrente a los Headhunterz en Grand Central, primero pelea con uno de rango medio y luego otro. Al final, pelea contra Diesel, al derrotarlo Tre se gana el respeto de él.

## Música
La música del juego es Hip-Hop reflejando el ambiente urbano y gánster del juego. En el soundtrack del juego participó D12. Estos también prestaron sus voces y apariencia para interpretar a los jefes de los Headhunterz: 
- Proof representa a Dayz.
- Kon Artist representa a Code E.
- Kuniva representa a 10 Secondz.
- Swifty representa a Junior.
- Bizarre representa a Justiss como jefe de los Headhunterz y principal enemigo de los Outlawz y Tre.